# Onthophagus semigranosus
Onthophagus semigranosus là một loài bọ cánh cứng trong họ Bọ hung (Scarabaeidae).